# Barraca de la plana de Cal Borrell 2
La Barraca de la plana de Cal Borrell 2 és una barraca de vinya de Calafell (Baix Penedès) protegida com a Bé Cultural d'Interès Local.

## Descripció
Edificació d'ús agrícola, de grans dimensions, de planta circular amb un sol espai interior. La porta d'entrada, d'arc de mig punt feta amb lloses de cantell, és situada al costat est. A l'interior hi ha dues fornícules d'arc de mig punt, ran de terra, i un fumeral. La coberta és una volta cònica -o falsa cúpula- feta amb una superposició de filades de lloses planes, formant anells, el radi dels quals va decreixent progressivament. La volta és tancada per una gran llosa plana de pedra. La coberta, per la seva cara exterior, va ser recoberta amb una capa de terra, en la qual, molt probablement, s'hi van plantar lliris.
Els murs i la volta són fets de peces irregulars de pedra unides en sec amb l'ajut de falques, també de pedra, de dimensions més petites. Els murs tenen un rebliment de pedruscall